# The Great Gig in the Sky
«The Great Gig in the Sky» (с англ. — «Великое шоу в небесах») — композиция группы Pink Floyd из альбома 1973 года The Dark Side of the Moon. Представлена на первой стороне LP пятым по счёту треком.
Помимо записи на альбоме The Dark Side of the Moon «The Great Gig in the Sky» была выпущена на сборниках Echoes: The Best of Pink Floyd (2001) и A Foot in the Door: The Best of Pink Floyd (2011), концертный вариант этой композиции записан на альбоме Pulse (1995), а также в видеоверсиях концерта Delicate Sound of Thunder (1988) и P*U*L*S*E (1995). Одни из ранних концертных исполнений (в 1972 году под названием «The Mortality Sequence» в Брайтоне и в 1974 году на стадионе Wembley в Лондоне) официально изданы в 2011 году. Автор композиции — Ричард Райт. В качестве соавтора композиции на всех изданиях, выпускаемых с 2005 года, значится вокалистка Клэр Торри, участвовавшая в записи трека при работе над альбомом The Dark Side of the Moon.

## Запись композиции
Композиция «The Great Gig in the Sky», как и остальные треки The Dark Side of the Moon, была создана задолго до начала записи альбома. Её первоначальный вариант, известный под названием «The Mortality Sequence» (с англ. — «Смертная череда»), исполнялся на концертах Pink Floyd в 1972 году как часть сюиты A Piece for Assorted Lunatics. Ранняя версия представляла собой органную музыку, на фоне которой звучали вместо женского вокализа фрагменты записи библейских чтений и речь журналиста и борца за моральные устои Малкольма Маггериджа. По словам Ричарда Райта, музыканты группы хотели добавить ещё «4-5 минут чистой музыки и сделать инструментальную композицию». Мелодия постепенно развилась из двух аккордов, которые пианист Pink Floyd наигрывал на фортепиано. Идея записать женскую вокальную партию к композиции, переименованной в «The Great Gig in the Sky», пришла уже во время работы в студии. Алан Парсонс, инженер звукозаписи, предложил пригласить на запись вокалистку Клэр Торри. Перед работой в студии музыканты объяснили ей концепцию своего будущего альбома и конкретно композиции «The Great Gig in the Sky», сообщив также, что текста в ней не будет, и попросили просто поимпровизировать.
«Мы знали что нам нужно не только в музыкальном плане. Нам хотелось, чтобы Клэр просто импровизировала. И мы попросили её думать о смерти, о страхе, о чём угодно, и выразить это в пении. Мне запомнилось как она зашла в студию и очень быстро всё записала. А потом вышла и стала извиниться. Ей казалось, что это не то, что нужно. Она была смущена. А мы сказали, что она прекрасно спела».
Она спела несколько вариантов партии в разных вокальных позициях и с разным уровнем громкости, из частей которых затем скомпилировали окончательный вариант для записи трека. По словам Криса Томаса, занимавшегося сведением альбома, «это была чистая импровизация, и это было потрясающе, записано прямо во время сведения».
Ричард Райт отметил, что после исполнения вокальной партии «у меня мурашки по коже бегали… Ею не было произнесено ни слова, слышны лишь её стенания — но в этом было нечто, нечто соблазнительное». Кроме того, в дополнение к органу в этой композиции добавили партии фортепиано.
По замыслу музыкантов группы «The Great Gig in the Sky» должна была выражать обращение к смерти. В композицию включили один из отрывков интервью, которые Роджер Уотерс проводил с людьми, встретившимися ему в студии Эбби-Роуд. На вопрос Уотерса «Why are you frightened of dying?» («Почему вы боитесь умереть?») ответил служащий студии Джерри О’Дрисколл (Gerry O’Driscoll):

А я не боюсь умереть, в любое мгновение, мне всё равно. Зачем мне бояться смерти? Нет причины, ты должен когда-то уйти.
Оригинальный текст (англ.)And I am not frightened of dying. Any time will do, I don't mind. Why should I be frightened of dying? There's no reason for it – you've got to go sometime.

Ближе к финалу композиции звучит женский голос: «I never said I was frightened of dying» («Я не говорила, что боюсь смерти»).

## Исполнение на концертах
В ранней версии под названием «The Mortality Sequence» композиция исполнялась на концертах 1972 года. В версии, записанной на альбоме с нынешним названием, «The Great Gig in the Sky» исполнялась на концертах 1973—1975 и 1987—1994 годов. В семидесятых годах вокальную партию пели Венетта Филдс (Venetta Fields) и Карлен Уильямс (Carlena Williams), участницы группы The Blackberries. На органе Hammond во время этих концертов играл Дэвид Гилмор. В восьмидесятые годы во время тура A Momentary Lapse of Reason вокалистками были Маргарет Тейлор (Margaret Taylor), Рейчел Фьюри (Rachel Fury), Дурга Макбрум (Durga McBroom) и Лорелея Макбрум. Каждая из исполнительниц при этом пела свою часть композиции. Клэр Торри спела только на одном концерте на фестивале в Небуорте в 1990 году. Во время турне 1994 года вокальную партию в «The Great Gig in the Sky» исполняли Сэм Браун, Дурга Макбрум и Клаудия Фонтейн (Claudia Fontaine). Концертная версия записана на альбоме Pulse и в видеоверсии P*U*L*S*E. Органную партию на концертах в 1980-х и 1990-х годах исполнял клавишник Джон Карин, в то время как Ричард Райт играл на фортепиано.
Клэр Торри также пела в «The Great Gig in the Sky» во время сольного турне Роджера Уотерса Radio K.A.O.S. в 1987 году (композиция исполнялась на бис только на двух концертах). В 1999 году во время турне Уотерса In the Flesh исполнялась инструментальная часть «The Great Gig in the Sky». Кроме того, эта композиция стала частью концертной программы в туре Уотерса 2006—2008 годов The Dark Side of the Moon Live.
7 и 8 июля 2016 года «The Great Gig in the Sky» была исполнена Дэвидом Гилмором на двух концертах в Помпеях. Эти выступления состоялись в рамках гастрольного турне 2015—2016 годов в поддержку альбома Rattle That Lock. Группа Дэвида Гилмора сыграла в том же амфитеатре, в котором в 1971 году снимался концертный фильм Live at Pompeii — выступление группы Pink Floyd на арене без зрителей. Вокал в «The Great Gig in the Sky» был исполнен Лючитой Жюль, бэк-вокал — Луис Клер Маршалл и Брайан Чемберс.

## Критика
Итальянский музыкальный критик Пьеро Скаруффи в обзорной статье, посвящённой альбому The Dark Side of the Moon назвал композицию «The Great Gig in the Sky» лучшим треком альбома:

Самый лучший трек, пожалуй, скромный The Great Gig In The Sky, чувственный вокал без слов Клэр Торри, словно «полёт», что (снова) напоминает нежные ноты фортепиано в финале A Saucerful of Secrets.
Оригинальный текст (англ.)The best track was perhaps the humble The Great Gig In The Sky, a wordless visceral vocal "flight" by vocalist Clare Torry that (again) evokes the ending of A Saucerful of Secrets over gentle piano notes.

Музыкальный критик и автор книги «Pink Floyd: Behind the Wall» Хью Филдер (Hugh Fielder) в обзоре альбома The Dark Side of the Moon на страницах журнала Classic Rock отметил, что «страдальческий вокал Клэр Торри в „The Great Gig In The Sky“ делает эту песню самой привлекательной одой смерти из когда-либо написанных». Британский рок-журналист Крис Чарльзворт, высказываясь о The Dark Side of the Moon, отмечал, что «это великий альбом, под который здорово трахаться, особенно сторона „А“, кульминацией которой является „The Great Gig In The Sky“, и все эти стоны, вздохи, стенания Клэр Торри, словно она испытывает оргазм».

### Мнения участников группы
Роджер Уотерс отмечал, что «в „Us and Them“ и „The Great Gig In The Sky“ потрясающие переходы, это действительно очень красивая музыка… Это просто великолепно. И фортепианная партия Рика, и вокал Клэр. Это действительно берёт за душу».

## Кавер-версии
Кавер-версию на композицию «The Great Gig in the Sky» записала группа Dream Theater.

## Участники записи
- Ричард Райт — клавишные;
- Дэвид Гилмор — гитара;
- Роджер Уотерс — бас-гитара;
- Ник Мэйсон — ударные;

а также
- Клэр Торри — вокализ.